# Jimeta
Jimeta – miasto w Nigerii w stanie Adamawa; nad rzeką Benue; 266 tys. mieszkańców (2006). Przemysł spożywczy.